# Karl August Adolf von Krafft
Karl August Adolf von Krafft (* 9. November 1764 in Delitz am Berge; † 18. April 1840 in Königsberg) war ein preußischer General der Infanterie sowie Chef des 5. Infanterieregiments.

## Leben

### Herkunft
Er war der Sohn des späteren preußischen Generalmajors August Christian Lebrecht von Krafft (1740–1813) und dessen Ehefrau Johanna Karoline Rosine, geborene von Hünefeld aus dem Hause Limbach (* Oktober 1740; † 3. Februar 1811 in Brieg).

### Militärkarriere
Krafft trat am 30. März 1778 als Gefreiterkorporal in das Infanterieregiment „Pelkowsky“ der Preußischen Armee ein. 1787 wurde er Sekondeleutnant und nahm 1794/95 als Premierleutnant am Feldzug gegen Polen teil. Er kämpfte unter anderem während der Belagerung von Warschau und in den Gefechten von Czekoczin und Sochaczew. Anfang 1796 wurde er Kapitän und im Juni des Jahres Generaladjutant von Generalfeldmarschall Karl Wilhelm Ferdinand Herzog von Braunschweig. Am 22. August 1804 wurde er Kommandeur des bisherigen Grenadierbataillons „von Ebra“ und erhielt ein Jahr später anlässlich der Revue bei Erfurt den Orden Pour le Mérite, die höchste preußische Tapferkeitsauszeichnung. Während des Vierten Koalitionskrieges wurde Krafft am 14. Oktober 1806 in der Schlacht bei Jena und Auerstedt schwer verwundet.
Nach langer Genesungsdauer wurde Krafft bei der Bildung des Kolberger Infanterieregiments im August 1808 zunächst Kommandeur des Füsilierbataillons und stieg am 4. Juli 1809 zum Kommandeur des 4. Ostpreußischen Infanterieregiments in Graudenz auf. Daneben war er seit 11. Dezember 1809 auch mit der Führung der Geschäfte als Kommandant der Festung beauftragt. Am 7. Februar 1810 folgte seine Beförderung zum Oberstleutnant. Im November 1811 wurde er Chef der Infanterie der pommerschen Brigade und im Mai 1812 zum Oberst befördert. Im März 1813 wurde Krafft Kommandeur der 6. Infanterie-Brigade im Korps Bülow. In den Feldzügen der Befreiungskriege 1813 kämpfte er mit Auszeichnung in den Gefechten bei Hoyerswerda (28. Mai 1813) und den Schlachten bei Großbeeren (23. August 1813), Dennewitz (6. September 1813) sowie der Völkerschlacht bei Leipzig (16. bis 19. Oktober 1813). Für seine Verdienste während der Kämpfe bei Hoyerswerda erhielt er das Eiserne Kreuz II. Klasse und für Dennewitz das Eiserne Kreuz I. Klasse. Im September 1813 wurde er zum Generalmajor befördert. Im Herbstfeldzug von 1813 und im Winterfeldzug von 1814 war Krafft an den Kämpfen bei Arnheim (30. November 1813), den Gefechten bei Breda und Herzogenbusch, der Belagerung von Antwerpen (Januar bis Mai 1814) und der Schlacht bei Laon (9. und 10. März 1814) beteiligt und konnte sich erneut auszeichnen.
Im März 1815 erhielt er den russischen St.-Annen-Orden I. Klasse und am 23. März 1815 das Kommando der 6. Infanterie-Brigade beim II. Armee-Korps. Im Sommerfeldzug von 1815 kämpfte er in den Schlachten bei Ligny (16. Juni 1815) und Waterloo (18. Juni 1815) sowie im Gefecht bei Namur (20. Juni 1815). Für seine Verdienste während der Kämpfe bei Namur erhielt er am 2. Oktober 1815 den Orden Pour le Mérite mit Eichenlaub und den Roten-Adler-Orden III. Klasse. Im September 1815 wurde er Kommandeur der Stettiner Brigade und ein Jahr später mit dem Roten-Adler-Orden II. Klasse mit Eichenlaub ausgezeichnet. Am 30. März 1817 erfolgte seine Beförderung zum Generalleutnant und im Mai desselben Jahres seine Ernennung zum Kommandanten von Stettin. Im September 1818 wurde Krafft Kommandeur der 3. Division. 1822 erhielt er den Roten-Adler-Orden I. Klasse mit Eichenlaub und im Juni 1825 die Ernennung zum Kommandierenden General des I. Armee-Korps. Am 2. September 1826 wurde er zum Chef des 5. Infanterieregiments ernannt und am 20. März 1829 für seine langjährigen Verdienste durch König Friedrich Wilhelm III. zum Ritter des Schwarzen Adlerordens, der höchsten preußischen Auszeichnung, geschlagen.
Am 26. März 1832 wurde Krafft als General der Infanterie mit einer jährlichen Pension von 5000 Talern zur Disposition gestellt. Er starb am 18. April 1840 und wurde am 25. April 1840 auf dem Militärfriedhof Königsberg beigesetzt.

### Familie
Krafft hatte sich am 1. Februar 1805 in Minden mit Helene Friederike von Dangries, verwitwete von Wieck (* 14. Februar 1769; † 24. März 1846 in Königsberg), verheiratet.